# PmWiki
PmWiki är en Wiki-programvara, skriven i PHP av Patrick R. Michaud. Den distribueras med GPL-licens (GNU General Public License).

## Egenskaper
- Ingen databas - vanliga textfiler används.
- Kan användas även när PHP är inställt för säkert läge.
- Lätt att anpassa presentationen genom mallar. Många färdiga mallar finns tillgängliga.
- Liten kodbas, lätt att lära sig, speciellt om man kan lite PHP.
- Åtskilliga utvidgningar i form av kokboks-lösningar finns tillgängliga.
- Lösenordsskydd och inloggning av användare finns tillgängligt i baspaketet.
- Översättningar kan göras genom att redigera speciella sidor.